# Litoria andiirrmalin
Litoria andiirrmalin — вид земноводних з родини Pelodryadidae. Відомий всього з чотирьох струмків на кам'янистих полях на півночі Квінсленду (Австралія). Квакші трапляються також на гранітових бедроках у дощовому лісі і лісі з мезофільними лозами на чайному дереві. Вони часто сидять на каменях, лозі та гілочках поблизу каскад і канавок. Ховаються під скелями і рослинність. Розмножуються влітку з настанням дощового сезону.